# Cochenilleluis

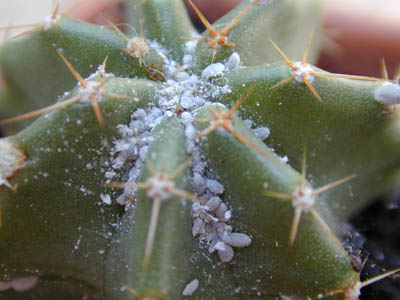
Aangetaste cactus

De cochenilleluis (Dactylopius coccus) is afkomstig uit Mexico, de Caraïben en Zuid-Amerika en wordt gekweekt om zijn karmijnrode kleurstof die veelal wordt gebruikt in de textielindustrie.

## Leefwijze
De luis is als parasiet te vinden op planten uit het cactus geslacht Opuntia.

## Werving biopigment
Het biopigment wordt vooral uit de eitjes en in mindere mate uit het hemolymfe van de schildluis gewonnen.
Kort voordat de luizen eitjes leggen, worden ze handmatig van de cactus afgeschept. Vervolgens worden de luizen gedood. De kleurstof wordt verkregen nadat ze gedroogd, gemalen en gefilterd zijn. De kleurvastheid wordt verkregen door toevoegingen van koningswater, tin of aluin.
Voedingsmiddelen waar karmijn in zit zijn op de ingrediëntenlijst voorzien van de melding E120.

### Giftig
Een hoge dosis is giftig, de acceptabele dagelijkse inname bedraagt 5 milligram/kilogram lichaamsgewicht.